# Vranjička gradina
Vranjička gradina, gradina Vranjic, prapovijesna gradina u Vranjicu. 
Nastala je u brončanom dobu. Bila je dobro zaštićena s kopnene strane, jer je bila dijelom mreže gradina. Vjerojatno je funkcionirala kao pristanište prije nastale gradine Sutikve, s kojom je bila u vizualnom dodiru. Nakon prapovijesnih vremena i starog vijeka, zbog razrušenosti, naknadnih gradnja, podizanja mora, pala je u zaborav. Tek u suvremeno doba došlo se do spoznaja koje su nagovijestile mogućnost postojanja prapovijesnog naselja. Na postojanje naselja iz tih vremena ukazalo je otkriće groba s prapovijesnim artefaktima početkom 20. stoljeća. U 2000-ih je uređivana vranjička riva. Tom su prigodom sprovedena podvodna arheološka istraživanja. Polučila su uspjeh. Na južnoj strani otkriveni su ostatci naselja iz brončanog doba. Čini se da je život na ovoj gradini postupno slabio i na koncu nestao početkom željeznog doba. Razloge treba tražiti u blizini morske obale čemu je bila izložena pomorskim napadima. Sličan primjer propasti gradinskog naselja uz more bio je u Starom Gradu na Hvaru gdje je stoljećima staro željeznodobno naselje spaljeno prilikom grčke kolonizacije i stvaranja Farosa.:11.
Činila je mrežu gradina sa Sutikvom, s gradinom Ilirskom Salonom, lociranoj na Stipetuši u Donjoj Rupotini, na istočnim kozjačkim liticama uz Ilijin potok, zatim gradinom u Uvodićima na zapadnim padinama Mosora koja je bila utvrđena velikim blokovima, gradinom na Klisu i gradinom na Markezinoj gredi. Do grčkih i rimskih vremena, područje je bilo čvrsto pod upravom Delmata.